# Agostino Pertusi
Agostino Pertusi (Piacenza, 19 aprile 1918 – Milano, 25 gennaio 1979) è stato un filologo classico, grecista e bizantinista italiano, docente di letteratura greca e di filologia bizantina presso l'Università Cattolica del Sacro Cuore.

## Biografia
Agostino Pertusi nacque a Piacenza nel 1918 da Ugo e Giovanna Bassoli; il nonno materno, Gaetano, fu collaboratore di Verdi e violinista. La famiglia, che gli trasmise presto l'interesse per l'arte e la letteratura, si trasferì a Milano nel 1921 e Pertusi compì nel capoluogo l'intero periodo di formazione, frequentando l'Università Cattolica del Sacro Cuore, dove fu allievo del grecista Raffaele Cantarella (1898-1977).
Pertusi si laureò in Filologia bizantina nel 1941, discutendo una tesi sulle traduzioni dal latino nella cultura bizantina dal secolo V al XV. Il lavoro era già indicativo del desiderio dello studioso di condurre la ricerca storica attraverso l'analisi dei contatti culturali, religiosi e civili, tra Italia e Bisanzio. Ricoprì l'incarico di Assistente volontario di filologia bizantina nell'anno accademico 1945/6, presso lo stesso Ateneo milanese dove svolse la sua carriera professionale. Vinse il concorso per l'insegnamento nel ginnasio superiore di Macerata nel 1949 e subito dopo scelse di svolgere un anno di perfezionamento in Belgio; si recò dunque presso l'Università libera di Bruxelles, seguendo i corsi del bizantinista Henri Grégoire (1881-1964). Ritornato a Milano nel 1951, fu lettore di lingua greca negli anni accademici tra il 1951 e il 1954, incaricato di filologia bizantina nell'anno 1954/5, titolare della stessa materia dal 1955 e ordinario dal 1958 al 1973, trasferendo l'incarico in quest'ultimo anno alla cattedra di letteratura greca. Fu Preside della Facoltà di Lettere e Filosofia negli anni accademici 1968-1971 e dal 1971 Direttore anche dell'Istituto di Filologia Classica.
Collaborò con la Fondazione “Giorgio Cini”, per la quale diresse l'Istituto Venezia e l'Oriente e costituì la sezione bizantinistica e veneto-orientale della biblioteca dell'Istituto. In tale contesto ricoprì a partire dal 1963 anche il compito di Direttore della rivista Studi veneziani. Fu direttore inoltre dell'Istituto di Storia della società e dello Stato Veneziano, dal 1964 fino alla morte. Pertusi fu membro effettivo del Consiglio direttivo del Centro Italiano di Studi sull'Alto medioevo di Spoleto e dell'Istituto storico Italiano per il Medioevo in Roma. Dal 1969 svolse l'incarico di vice-Presidente della “Association Internationale des Études du Sud-Est Européen”, per cui fu anche segretario generale due anni dopo. Sempre nel 1971 assunse il segretariato generale della “Association Internationale des Études Byzantines”, incarico che ricoprì fino al 1976 quando divenne vicepresidente della stessa Associazione. La partecipazione alle attività istituzionali, didattiche e di aggiornamento, rimase per lui occasione primaria di sprone per la sua ricerca fino agli ultimi anni di vita; fin dal XIII Congresso internazionale di Studi bizantini a Oxford nel 1966 collaborò per la creazione del Corpus Fontium Historiae Byzantinae (CFHB), una raccolta di autori di storia bizantina tra secolo IV e XV, editi e commentati secondo i criteri stabiliti dall'ente promotore, la Association Internationale des Études Byzantines. Nel 1968 l'Associazione pubblicò infatti un bollettino che delineava i punti guida del Corpus tuttora validi: le opere dovevano essere nuove edizioni critiche, con introduzione sulla storia testuale e la traduzione in una lingua moderna, e inoltre ogni volume doveva essere corredato di un apparato di indici. Pertusi nello stesso anno presentò un primo opuscolo relativo allo stato dei lavori della raccolta ecdotica.
Nell'ultimo anno di vita, lo studioso lavorò per presentare una sintesi delle sue ricerche in un seminario presso il Dumbarton Oaks di Washington. La malattia gli impedì di raggiungere la sede americana, ma il suo scritto fu pubblicato nei Dumbarton Oaks Papers. Scomparve a Milano nel 1979, stroncato da un male incurabile ai polmoni.

## Attività di ricerca
La produzione scientifica di Agostino Pertusi è articolata e varia nei temi; include monografie ed edizioni critiche sia di letteratura greca sia di storia bizantina.
Numerosi i suoi saggi critici comparsi sulle principali riviste storiche. Non mancano recensioni ai grandi contributi di storia bizantina della sua epoca, senza tralasciare voci enciclopediche e profili critici prosopografici di antichi autori e umanisti. Lo studioso si occupò della società civile ed ecclesiastica, dei rapporti tra letteratura latina e letteratura greco-bizantina, della storia istituzionale e della storia della mentalità. Nel lemma specificamente dedicato alla Civiltà Bizantina per l'Appendice (1938-1948) della Enciclopedia Italiana, Pertusi sottolineò il dinamismo degli studi riguardanti una disciplina che definì evoluta nei suoi vari aspetti artistici e nella complessità delle sue manifestazioni, delle sue istituzioni e della sua storia. La sua voce rispose in tal modo alla definizione di Giorgio Pasquali per la stessa Enciclopedia nel 1930: il Pasquali aveva infatti valutato la cultura bizantina come un complesso di valori estetici, caratterizzato soprattutto da un marcato immobilismo, in particolare il filologo obiettava l'assenza di personalità della letteratura bizantina e ne criticava la dedizione eccessiva alla tradizione passata.
Per la collana dedicata all'Arte Antica Classica e Orientale della stessa Enciclopedia, Pertusi realizzò inoltre le voci prosopografiche relative ad Apollonio Rodio, Diogene Laerzio, Luciano e Paolino. In continuità con queste ricerche, rivolte a personalità storiche di rilievo, il Pertusi studiò la carriera del monaco calabro Leonzio Pilato (sec. XIV), ne esaminò la scrittura e identificò gli autografi in due manoscritti delle tragedie di Euripide (Laurenz. XXXI,10; S. Marco 226). Sulla base di questa ricerca riuscì a riconoscere la mano di Leonzio anche in due codici della Biblioteca Marciana di Venezia, contenenti l'Iliade e l'Odissea (Marc. Gr. IX, 2/29). Attraverso quest'analisi lo studioso riuscì ad approfondire la fortuna della grecità classica e della tradizione scoliastica bizantina in Petrarca e Boccaccio.
Allo studio della storia istituzionale e della mentalità pertiene l'interesse di Agostino Pertusi per il pensiero politico e sociale dell'Impero, in particolare nell'epoca giustinianea, della quale esaminò la concezione teocratica a fondamento dell'autorità imperiale, riconsiderando tutte le principali testimonianze e dottrine precedenti a supporto della “imitazione di Dio”, secondo le quali il basileús avrebbe guidato il cosmo per mandato divino e quindi avrebbe assunto in sé piena autorità civile e religiosa. Nell'analisi delle opere dedicate alla politica bizantina, lo studioso considerò la rilevanza in essa dell'arte strategica e ciò lo spinse a indagare con attenzione nella struttura amministrativa dell'Impero bizantino e di conseguenza nell'articolazione dell'esercito; volse così particolare attenzione alle province e all'origine dei “temi” bizantini, da cui scaturì l'edizione (1952) del trattato di Costantino Porfirogenito (sec. X) intitolato De Thematibus. Seguì, due anni dopo questa pubblicazione, un saggio che contribuì a definire ulteriormente il concetto di “tema”, unità inizialmente amministrativa e militare, poi soltanto militare, con funzione strategica. Nel saggio, apparso in Aevum e intitolato appunto Nuova ipotesi sull'origine dei “temi” bizantini, oltre a suggerire indagini lessicali sulla terminologia amministrativa e militare bizantina, Agostino Pertusi approfondì anche il concreto ordinamento dell'esercito.
Negli stessi anni il Pertusi si impegnò nello studio della continuità della grecità classica nel Medioevo bizantino. Analizzò infatti gli scolî ad Esiodo e la tradizione del testo di Euripide, e nel 1955 comparvero gli Scholia vetera in Hesiodi Opera et Dies. L'interesse speciale per i poeti bizantini, già peculiare del Cantarella, lo portò all'edizione dei poemi del poeta e diacono del secolo VII, Giorgio di Pisidia, a celebrazione delle gesta dell'imperatore Eraclio contro i Persiani. Il Pertusi esaminò anche l'encomio per il martire persiano Anastasio (sec. VII), studiandone la tradizione manoscritta e rinforzando la tesi di attribuzione della paternità dell'elogio a Giorgio di Pisidia. Il Pertusi non trascurò nemmeno il contesto storico dell'Italia meridionale bizantina: si interessò alla storia e alla cultura del monachesimo meridionale, senza tralasciare le più varie espressioni spirituali dei territori italo-greci, dalle persistenze pagane alla pietà religiosa.
Pertusi nell'ultimo quindicennio della sua attività si concentrò in particolare sulla cultura veneziana e la storia bizantina: curò infatti i volumi Venezia e l'Oriente fra tardo Medioevo e Rinascimento (Firenze 1966) e La storiografia veneziana fino al secolo XVI. Aspetti e problemi (Firenze 1970) ed esaminò in particolare l'ideologia politica del Ducato veneziano in rapporto all'autorità bizantina. Trascorse gli ultimi anni della sua vita dedito a due distinti filoni di ricerca: da un lato, la temperie culturale e politica del Quattrocento: lo impegnò infatti la cura di due volumi dedicati alla caduta di Costantinopoli nel 1453, opera nella quale raccolse le testimonianze sulla presa della capitale, fornendo un quadro storico globale e impegnandosi a comprendere la nascente problematica del rapporto tra la potenza turca e il mondo occidentale. Dall'altro lato, nei medesimi anni, il Pertusi ritornò a considerare il pensiero politico bizantino nell'ampio arco cronologico tra IV e XV secolo e mostrò particolare interesse anche per le profezie legate al mondo bizantino. Cominciò ad attendere a un libro che si proponeva di indagare sul significato delle profezie, correlato alla portata degli eventi storici che coinvolsero e trasformarono radicalmente mondo orientale e occidentale sul finire del secolo quindicesimo. La riflessione e l'elaborazione di quest'ultima opera, che rimase incompiuta e venne pubblicata postuma, riporta alla vocazione originaria del Pertusi, impegnato a indagare anche la componente spirituale della cultura bizantina.

## Opere
La bibliografia degli scritti di Agostino Pertusi comprende oltre centocinquanta titoli, pubblicati quando lo studioso era ancora in vita, oltre a quasi una trentina di contributi pubblicati postumi e ad alcune ristampe. Una bibliografia già molto completa appare in Miscellanea Agostino Pertusi, “Rivista di Studi bizantini e slavi” III/3 (1984), pp. XV-XXXI. Altri hanno contribuito ad aggiornare periodicamente la stessa attraverso raccolte in memoria dello studioso; è reperibile come strumento di continuo aggiornamento il Catalogus Philologorum Classicorum (CPhCl), lessico biografico enciclopedico degli studiosi del mondo classico, realizzato e messo a disposizione sul web dal dipartimento di Archeologia e Filologia Classica dell'Università di Genova. L'ultima pubblicazione che ripropone tre saggi di Agostino Pertusi e fornisce anche aggiornamenti bibliografici recenti è a cura di Carlo Maria Mazzucchi, Bisanzio e i Turchi nella cultura del Rinascimento e del Barocco. Tre saggi di Agostino Pertusi, Milano 2004. Riportiamo in questa voce soltanto le opere principali:
- Tesi di laurea: Le traduzioni dal latino nella cultura bizantina dal concilio di Efeso (431) all'epoca dei Paleologi, anno accademico 1940/1.

### Edizioni critiche
- Costantino Porfirogenito, De Thematibus, introduzione, testo critico, commento a cura di A. P., Città del Vaticano 1952 (Studi e Testi 160)
- Scholia vetera in Hesiodi Opera et Dies, recensuit A. P., Milano 1955 (Pubblicazioni dell'Università del S. Cuore, N.S. vol. LIII)
- Giorgio di Pisidia, Poemi. I. Panegirici epici, edizione critica, traduzione e commento a cura di A. P., Ettal 1959 (Studia Patristica et Byzantina 7)

### Saggi
- Intorno alla tradizione manoscritta degli scolii di Proclo a Esiodo. I/III/VI, «Aevum» 24-26 (1950-2), pp. 10-28 e 528-544; 20-28, 267-278 e 342-352; 131-146 e 197-227.
- Angelo Mai scopritore ed editore di testi greci classici e bizantini, «Bergomum» 28 (1954), pp. 167-193.
- Nuova ipotesi sull'origine dei “temi” bizantini, «Aevum» 28 (1954), pp. 126-150.
- Dei poemi perduti di Giorgio di Pisidia, «Aevum» 30 (1956), pp. 395-427.
- L'encomio di S. Anastasio, martire persiano, «Analecta Bollandiana» 76 (1958), pp. 5-63.
- La scoperta di Euripide nel primo Umanesimo, «Italia Medioevale e Umanistica» 3 (1960), pp. 101-152.
- L'iscrizione torcellana dei tempi di Eraclio, «Bollettino dell'Istituto di Storia della Società e dello Stato Veneziano» 4 (1962), pp. 9-38
- Leonzio Pilato fra Petrarca e Boccaccio. Le sue versioni omeriche negli autografi di Venezia e la cultura greca del primo Umanesimo, Venezia-Roma 1964 («Civiltà veneziana. Studi» 16)
- Bisanzio e l'irradiazione della sua civiltà in Occidente nell'alto medioevo, in Centri e vie di irradiazione della civiltà nell'alto medioevo. Atti delle Settimane di studio del Centro Italiano di Studi sull'alto medioevo. Spoleto, 18-23 aprile 1963, Spoleto 1964, pp. 75-133 e 159-226.
- Quedam regalia insignia. Ricerche sulle insegne del potere ducale a Venezia durante il medioevo, «Studi Veneziani» 7 (1965), pp. 3-123.
- Aspetti organizzativi e culturali dell'ambiente monacale greco dell'Italia meridionale, in L'eremitismo in Occidente nei secoli XI e XII. Atti della seconda Settimana internazionale di studio, Mendola, 30 agosto-6 settembre 1962, Milano 1965, pp. 382-434.
- Ordinamenti militari, guerre in Occidente e teorie di guerra dei Bizantini (secc. VI-X), in Ordinamenti militari in Occidente nell'alto medioevo. Settimane di studio del Centro Italiano di Studi sull'alto medioevo. Spoleto, 30 marzo-5 aprile 1967, Spoleto 1968, pp. 631-700; 721-726.
- In margine alla questione dell'umanesimo bizantino: il pensiero politico del cardinale Bessarione e i suoi rapporti con il pensiero di Giorgio Gemisto Pletone, «Rivista di Studi Bizantini e Neoellenici» 5 (1968), pp. 95-104.
- I primi studi in Occidente sull'origine e la potenza dei Turchi, «Studi Veneziani» 12 (1970), pp. 465-522.
- Rapporti tra il monachesimo italo-greco ed il monachesimo bizantino nell'alto medioevo, in La Chiesa greca in Italia dall'VIII al XVI secolo. Atti del convegno storico interecclesiale, Bari, 30 aprile-4 maggio 1969, Padova 1972, pp. 473-520.
- Umanità di un maestro (Testimonianza su Raffaele Cantarella), «Rassegna pugliese» 7 (1972), pp. 481-486.
- Monaci e monasteri della Calabria bizantina, Calabria bizantina. Vita religiosa e strutture amministrative. Atti del primo e secondo Incontro di studi bizantini, Reggio Calabria 1974, pp. 17-46; 159-181.
- Giustiniano e la cultura del suo tempo, in L'imperatore Giustiniano. Storia e mito. Giornate di studio a Ravenna, 14-16 ottobre 1976, Milano 1978, pp. 181-199.

### Curatele
- Il Tesoro di San Marco. 1. La Pala d'oro, in B. Bischoff, G. Fiocco, H. R. Hahnloser, W.F. Volbach, A. Pertusi (a c. di), II voll., Firenze 1965-1971.
- Venezia e l'Oriente fra tardo Medioevo e Rinascimento, in A. Pertusi (a c. di) Atti del Quinto Corso internazionale di alta cultura. Fondazione Cini, Venezia, 9-28 settembre 1963, Firenze 1966.
- Storiografia umanistica e mondo bizantino, Palermo 1967 (Istituto siciliano di studi bizantini e neoellenici. Quaderni 5).
- La storiografia veneziana fino al XVI secolo. Aspetti e problemi, Firenze 1970 (Civiltà veneziana, saggi 18).
- La caduta di Costantinopoli. I. Le testimonianze dei contemporanei; II. L'eco nel mondo, Milano, Arnoldo Mondadori Editore - Roma, Fondazione Lorenzo Valla, 1976 («Scrittori Greci e Latini»).

### Voci enciclopediche
- In “Enciclopedia Italiana”: Bizantina, Civiltà (vol. App. II/1 (1938-48), Roma 1948, pp. 414 s.);
- In “Enciclopedia dell'Arte Antica Classica e Orientale”: Apollonio Rodio, Diogene Laerzio, Luciano, Paolino (voll. I/III-V, Roma 1958/1960.1/1963, pp. 484 s./104 s./ 718-720/940-943);
- In “Almanacco Calabrese”: Leonzio Pilato (Cosenza 1969, pp. 95-104);
- In “Enciclopedia Dantesca”: Bizantina civiltà,vol. I, Roma (1970, pp. 638-642)

### Opere postume
- Venezia e Bisanzio: 1000-1204, «Dumbarton Oaks Papers» 33 (1979), pp. 1-22.
- Martino Segono di Novo Brdo, vescovo di Dulcigno. Un umanista serbo-dalmata del tardo Quattrocento. Vita e opere, Roma 1981 [a cura di Chiara Faraggiana di Sarzana].
- Sopravvivenze pagane e pietà religiosa nella società bizantina dell'Italia meridionale, in Tradizione di pietà e tradizione scrittoria nella Calabria greca medievale. Atti del quarto e quinto Incontro di studi bizantini, Reggio Calabria 1983, pp. 17-46.
- Testi inediti e poco noti sulla caduta di Costantinopoli, Bologna 1983 («Il mondo medievale. Sezione di storia bizantina e slava» 4) [a cura di Antonio Carile].
- Fine di Bisanzio e fine del mondo. Significato e ruolo storico delle profezie sulla caduta di Costantinopoli in Oriente e Occidente, Roma 1988 [a cura di Enrico Morini].
- Saggi veneto-bizantini, Firenze 1990 [a cura di Gian Battista Parente].
- Bisanzio e i Turchi nella cultura del Rinascimento e del Barocco. Tre saggi di Agostino Pertusi, Milano 2004 [a cura di Carlo Maria Mazzucchi].